# Weinsberger Wald
Der Weinsberger Wald, auch Weinsberger Forst, ist ein nordwest-südost verlaufender Höhenrücken in der südöstlichen Verlängerung des Böhmerwaldes. Er zieht sich vom Nordosten des Bundeslandes Oberösterreich (Mühlviertel) in den Westen des Bundeslandes Niederösterreich (Waldviertel) und trägt das größte geschlossene Waldgebiet Österreichs. Im Südosten grenzt der Weinsberger Wald an den ebenfalls stark bewaldeten, aber flächenmäßig weitaus kleineren Ostrong.
Benannt wurde der Weinsberger Wald nach dem Weinsberg, seiner höchsten Erhebung (1041 m). Geomorphologisch ist er Teil des Granit- und Gneisplateaus, geologisch Teil der Böhmischen Masse. In ihm entspringen u. a. die Flüsse Kamp, Krems und Ysper. Die wichtigsten Ortschaften sind Arbesbach und Königswiesen.
Für die oberösterreichische Raumeinheit Freiwald und Weinsberger Wald bildet der Weinsberger Wald einen Hauptteil.